# Actua Ice Hockey
Actua Ice Hockey est un jeu vidéo de hockey sur glace, développé et édité par Gremlin Interactive, sorti 1998 sur PlayStation et Windows.
Il s'agit du jeu officiel des Jeux olympiques d'hiver de 1998 à Nagano. Il fait partie de la série Actua Sports.

## Accueil
- PC Zone : 7,8/10[1]